# Marco Franzoso
Marco Franzoso (né le 11 mars 1965) est un écrivain italien.

## Œuvres
Romans
- Westwood dee-jay: il miracolo del Nord-Est, Milano, Baldini & Castoldi, 1998  (ISBN 88-8089-655-5).
- Edisol-M. Water Solubile, Venezia, Marsilio, 2003  (ISBN 88-317-8334-3).
- Tu non sai cos'è l'amore, Venezia, Marsilio, 2006  (ISBN 88-317-8930-9).
- Il bambino indaco, Torino, Einaudi, 2012  (ISBN 978-88-06-21014-4), adapté au cinéma par Saverio Costanzo sous le titre Hungry Hearts en 2014[1].
- Gli invincibili, Torino, Einaudi, 2014  (ISBN 978-88-06-22104-1).
- Mi piace camminare sui tetti, Milano, Rizzoli, 2016  (ISBN 978-88-17-08888-6).
- L'innocente, Milano, Mondadori, 2018  (ISBN 978-88-04-70271-9).
- Le parole lo sanno, Milano, Mondadori, 2020  (ISBN 978-88-04-70933-6).